# Viviana Gibelli
Viviana Agueda Gibelli Gómez (sinh ngày 22 tháng 12 năm 1966, Caracas) là nữ diễn viên, người dẫn chương trình truyền hình người Venezuela. Bà là ứng viên sáng giá cho ngôi Hoa hậu Venezuela. Năm 1987, bà tham gia Hoa hậu Venezuela với tư cách là Hoa hậu đại diện bang Monagas và kết thúc cuộc thi với xếp hạng nằm trong Top 5 chung cuộc.

## Tiểu sử
Sinh ra ở Caracas, Venezuela, cha bà là người Brazil-Ý trong khi mẹ bà có nguồn gốc Cuba. Gibelli có hai anh em và đã thú nhận rằng bà thích chơi với bạn nam hơn bạn nữ từ khi bà lớn lên, chơi cùng với các anh em của mình.
Gibelli được chọn là Á hậu 4 trong cuộc thi Hoa hậu Venezuela năm 1987 và bắt đầu sự nghiệp với tư cách người mẫu thời trang.
Sau đó, bà tham gia vào các loại chương trình truyền hình khác nhau, bắt đầu với Complicidades, một chương trình tạp chí ban ngày hướng tới phụ nữ. Sau đó, bà hoạt động trong các chương trình và telenovela dành cho trẻ em. Năm 2003, Gibelli cũng quay một số chương trình truyền hình ở Costa Rica.
Bà đã tham gia vào tổng cộng năm telenovela, trong đó Gata Salvaje (Wild Cat), được quay vào năm 2002 là bản phát hành duy nhất trên toàn thế giới. Mặc dù bà có số lượng người quan tâm lớn ở Venezuela với El Pais de las Mujeres (Quốc gia phụ nữ) và Kaina, trong đó cả hai bà đều đóng vai nữ chính. Bà cũng tham gia vào một bộ phim truyện của Venezuela.
Gibelli bây giờ là một nhân vật không thể thay thế của kênh Venevisión, kênh mà bà có một chương trình nói chuyện được gọi là Viviana a la Media Noche (Viviana ở Midnight), cũng như các truyền hình Venezuela mega-hit La Guerra de Los Sexos (Battle of the Sexes).

### Các Telenovela
- Arroz con leche, 2007, Venezuela – Ella misma
- Gata Salvaje, 2002, Estados Unidos-Venezuela – Jacqueline Tovar
- El País de las mujeres, 1998–1999, Venezuela – Pamela Fuentes Gomez
- Pecado de amor, 1996, Venezuela – Esperanza Hernandez
- Ka Ina, 1995, Venezuela – Catalina Miranda
- Por Amarte Tanto, 1993, Venezuela – Laura Velásquez

### Các bộ phim
- Baño de Damas

### Các Seri
- "Qué chicas" – 1990–1991, Venezuela

### Chương trình truyền hình
- Confidencias con Viviana Gibelli – 2011 – Venezuela
- Miss Venezuela 2010 y 2013 (Animadora)
- La Guerra de los sexos – 2000 – 2013 – Venezuela (Animadora)
- Confidencias con... (Segunda Etapa) – 2004, Venezuela
- Viviana a la Medianoche – 1999–2001, Venezuela (Animadora)
- Confidencias... (Parte 1) – 1997–1998, Venezuela
- Complicidades – 1988–1991, Venezuela
- Gala de la Belleza del Miss Venezuela (1997 – 2003, and 2006 – 2009)
- Súper Sábado Sensacional
- Miss Venezuela, Todo por la corona – (2013)